# Alexandr Gabyšev
Alexandr Prokopjevič Gabyšev (rusky Александр Прокопьевич Габышев; 22. listopadu 1968 Jakutsko) je rusko-jakutský aktivista. Sám sebe nazývá šaman (rusky шаман) nebo šaman-bojovník (rusky шаман-воин). Je ostrým kritikem ruského prezidenta Vladimira Vladimiroviče Putina a dlouhodobě jej označuje za démona, kterého musí sám osobně doslova „vyhnat“ z Kremlu, neboť mu to tak pověděl bůh. V březnu roku 2019 se proto vydal na cca 8000 km dlouhý pochod z Jakutska do Moskvy s cílem Vladimira Putina sesadit a ujmout se vlády. Překonal pěšky téměř 3000 km, než ho zadržela policie v republice Burjatsko, odkud ho následně úřady proti vlastní vůli přesunuly do psychiatrické léčebny v nedalekém Irkutsku. Z nucené hospitalizace byl nakonec propuštěn v květnu 2020. Do psychiatrické léčebny se stálým dohledem v Ussurijsku byl znovu poslán v červenci 2021.

## Život
Podle jeho vlastních slov vystudoval historickou fakultu na Jakutské státní univerzitě, nicméně ve svém oboru se neuchytil, proto pracoval jako svářeč, elektrikář a vystřídal mnoho profesí. Mluví rusky i jakutsky. Ruskému serveru Meduza se svěřil, že mu zemřela manželka. Její smrt ho silně zasáhla a ocitl se na pokraji duševního zhroucení. V této době ho jeho okolí povzbuzovalo, ať najde pomoc psychologa, nicméně proti tomu byla Gabyševova matka, která se obávala jeho hospitalizace. Rozhodl se tedy přesunout do lesů, kde strávil celkem tři roky. Během té doby si uvědomil, že je mu předurčeno být šamanem a bojovníkem, který Putina sesadí.
Na podzim roku 2018 opustil Jakutsk, ale svou cestu musel přerušit kvůli toho, že jeho psa Rexe srazilo na dálnici auto. Místní obyvatelé tvrdili, že během této cesty Gabyšev nedeklaroval žádné politické cíle a do Moskvy vyrazil jen, aby se „otestoval“. Gabyšev však oponuje tím, že již tehdy odešel do ruského hlavního města protestovat proti prezidentu Putinovi.
18. března 2021 byl prohlášen za „šíleného“ na základě psychiatrického vyšetření v Jakutské neuropsychiatrické léčebně.

## Pochod 2019
Když Gabyšev v březnu 2019 zahájil cestu znovu, oznámil, že chce Putina vyhnat násilím, přičemž bitva s ním bude trvat celý jeden den a toho dne povstane celé Rusko. V létě 2019 však přišel s mírumilovnějším nápadem; z Putina chtěl démona „vymítat“, přičemž svým příznivcům zakázal jakékoliv násilí vůči němu. Pěšky s přívěsným vozíkem ušel cca 3000 km do Burjatska, nicméně po pár dnech byl u silnice zadržen policií, násilně hospitalizován a uznán vinným z veřejné výzvy k extremistickým aktivitám. Propuštěn byl roku 2020.

### Reakce
Ochránci lidských práv proti jeho držení v ústavu protestovali a tvrdili, že se Rusko navrací k praxi sovětského režimu, který nepohodlné osoby zavíral do psychiatrických léčeben. Proti šamanově hospitalizaci se ohradili i jeho příznivci, kteří se shromáždili na náměstí v Jakutsku s transparenty a provolávali šamanova slova „Уруй-Айхал“ (latinkou Uruj-Ajchal), což je fráze z jakutštiny a česky ji lze přeložit jako „Sláva vlasti“. Šamanův pochod a jeho následné zadržení policií okomentoval i Alexej Navalnyj, který tento krok odsoudil.

## Pochod 2021
V lednu 2021 oznámil skrze portál YouTube, že se opět vydává na další výpravu do Moskvy a vyzval své příznivce, aby ho doprovázeli. Na videu, kde je pouze umístěna jeho fotografie a lze slyšet jeho hlas. Podle plánu představeném ve videu již Gabyšev nebude cestovat pěšky, ale na bílém koni, tudíž se celá cesta výrazně urychlí. Svým příznivcům vzkázal, že po jeho příjezdu do Irkutsku ho mohou ostatní začít následovat automobilem nebo taktéž na koni. Trasa bude vést přes Altaj, kterou definoval jako trasu svých předků a po překročení pohoří Ural rovnou do Moskvy. Pochod má započít, jakmile „se oteplí“, přesnější datum nespecifikoval. O pochodu byl natočen film. Recenze uvádí i Gabyševovy duchovní rysy kombinující pravoslavnou teologii, lidové šamanství, reakce na aktuální poměry v Ruské federaci a milenialismus.